# Camp

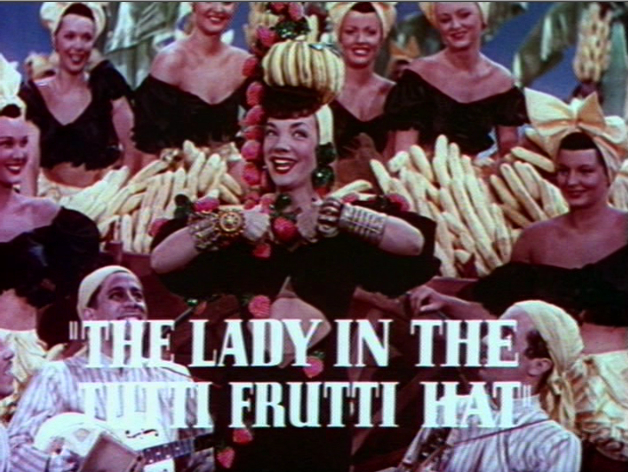
Carmen Miranda en The Gang's All Here (1943).

Camp es un tipo de sensibilidad estética del arte popular que basa su atractivo en el humor, la ironía y la exageración. El camp es una corriente artística relacionada con las formas del arte kitsch, considerado como una copia inferior y sin gusto de estilos existentes que tienen algún grado de valor artístico reconocido. Suelen identificarse sus cualidades atractivas bajo los parámetros de la banalidad, la vulgaridad, la artificialidad, el humorismo, la ostentosidad y el carácter afeminado. En el habla inglesa, suelen aplicarse los adjetivos de campy o cheesy a expresiones culturales que tienen cualidades de la estética camp.

## Etimología
La palabra camp  viene del francés se camper que significa posar de una manera exagerada. Otras propuestas para el origen etimológico de la palabra es que hace referencia al arte campesino.
Según el teórico Samuel R. Delany, el término a camp se desarrolló a partir de las prácticas sexuales del travestismo y la prostitución que acudían a los campos militares para ofrecer servicios sexuales a los soldados. Luego, el término camp tomó un significado distinto, siendo utilizado como un concepto para referirse a la estética y sensibilidad artística electa por hombres homosexuales de la clase trabajadora.
El término camp aparece documentado por primera vez en 1909 en el interior del Passing English of the Victorian Era, definido como acciones y gestos de carácter exagerado o enfático. En el mismo año, el Oxford English Dictionary relaciona distintos adjetivos como ostentoso, exagerado, teatral, afeminado u homosexual relacionándolo principalmente con la homosexualidad y el afeminamiento. Es Susan Sontag en una serie de ensayos contenidos en Against Interpretation: And Other Essays quien realza la utilización del término como un elemento cultural y vuelve popular el concepto.

## Características
El camp en cualquiera de sus formatos artísticos se caracteriza por el énfasis a la ostentosidad y la exageración en las situaciones. En ocasiones sus atributos clave suelen relacionarse con la artificialidad, la frivolidad, su carácter artístico popular, su poca profundidad artística y el exceso de elementos que conforman su distinguido tono alegórico. El camp se define por la ridiculización de la dignificación social y la cultura masiva, instalándose como una contracultura a la cultura tradicional que pretendía hacer inaceptable a la cultura popular dignificada. El camp es un tipo de corriente artística de poca seriedad, de intenciones y resultados discordantes; definida en belleza por su evidente fealdad y mal gusto.
El camp es planteado popularmente como una forma política de integración social de la cultura de LGBT (en especial la cultura gay) en la cultura global, que fue marcada por la promoción cultural del sentido estético vulgar. Normalmente relacionado con la identidad social de la cultura homosexual a finales del siglo XIX en la cultura closet anterior a los disturbios de Stonewall. Se origina en el periodo de la cultura closet en el que popularmente se acepta la homosexualidad como afeminamiento, marcado por diversas corrientes artísticas que exaltaban la feminidad en la masculinidad y la feminidad en la misma feminidad. Otros aspectos culturales del camp se concentran en su propósito transgresor de orgullo para enfatizar la existencia y permanencia oculta de la homosexualidad en la sociedad de la cultura closet; a pesar de un sentido de orgullo, frecuentemente se incluían aspectos denigratorios y estereotípicos, incompatibles con el orgullo LGBT.

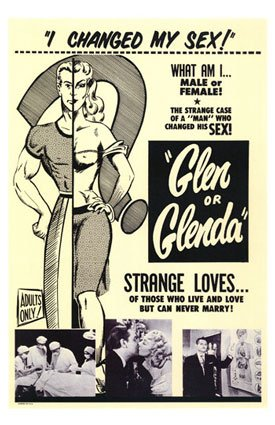
Promocional de Glen or Glenda (1953).

### Humor
El humor en el camp se basa principalmente en la ridiculización de algún tema, frase, estilo u objeto (normalmente temas socialmente dignificados que se hacen burlesque al incluir gran cantidad de elementos vulgares que exageran el mal gusto del objeto con una intención cómica). El humor del camp se enfoca principalmente al humor negro, valiéndose de éste para expresar comicidad de tragedias sociales y temas socialmente indignos que pasan por una modificación y se convierten en bromas alegóricas sobre la sociedad. Frecuentemente se exageraban o denigraban temas socialmente dignificados con la inclusión de elementos vulgares que daban un tono cómico al tema u objeto del que se hablaba. Como elementos adicionales al humor del camp, se suma la producción alegórica, la poca profundidad dramática, la ridiculización, el sentido sensacionalista fantástico y elementos lascivos relacionados con el erotismo y el crimen.

### Drag
Drag es una performance en la que una persona utiliza prendas socialmente asignadas al género opuesto para la representación dramática de una mujer (drag queen) o un hombre (drag king) de caricatura.  El drag es un elemento dramático popular en diversas formas del teatro de variedades y la comedia musical, surgido como un burlesque a los roles de género tradicionales, el comportamiento de la aristocracia y los convencionalismos de la etiqueta social. Como una variante del drag, se emula el swish (forma estereotípica en el habla y los movimientos corporales de una mujer aplicados a la actitud de un hombre) y el drag femenino (interpretación exagerada de la feminidad) sobre las propias actitudes femeninas; convirtiendo las características de un personaje femenino en las de un personaje más femenino.

### Cultura popular
En la definición general del camp surge un sentido ingenioso, pero ridículo. Existen dos corrientes derivadas del camp que se identifican según lo que se esté parodiando; el camp bajo y el camp alto, en donde el camp alto normalmente refiere a la ridiculización de temas, estilos u objetos socialmente dignificados. Ambas variantes difieren en la valuabilidad estética y el valor cultural y socio-económico que rodea al objeto (Ejemplo: una lámpara de lava es un elemento del camp bajo por ser un objeto que exagera los elementos de objetos artísticos apreciados en las clases sociales bajas; mientras que un candelabro del Art nouveau es un elemento del camp alto por ser un objeto que exagera los elementos de objetos artísticos apreciados en las clases sociales altas).

### Literatura

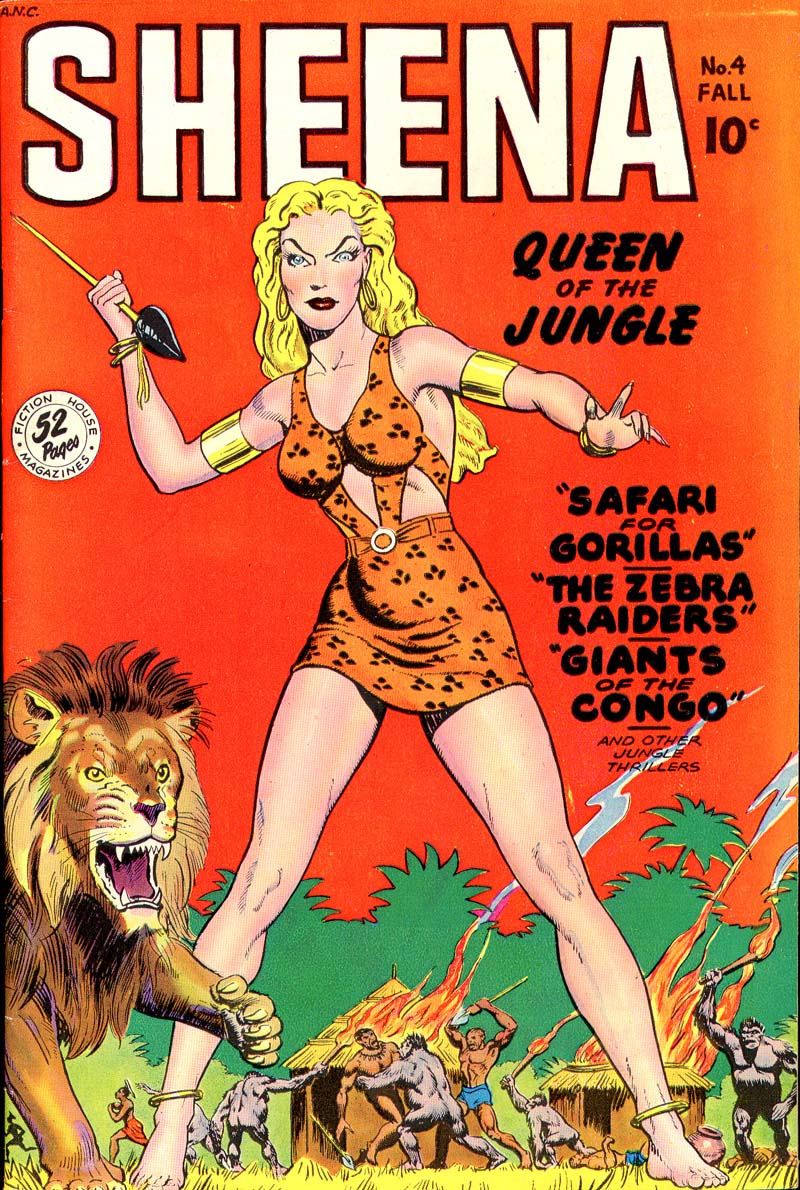
Portada de Sheena, Queen of the Jungle (1942).

La base de la literatura camp se centra en la persistencia de lo ingenioso y lo absurdo como elementos principales de una obra literaria destinada al consumo popular. La literatura camp goza de sencillez que no deriva en la complejidad literaria, basa su argumento en un burlesque propio de la ficción y el dramedy, goza de estilo libre, tono ligero y está frecuentemente cargado de diálogos y argumentos ingeniosos, pero a la vez absurdos. Algunos autores de literatura considerada como camp son: Thomas Love Peacock, Max Beerbohm, Ronald Firbank, E. F. Benson, Ivy Compton-Burnett y P. G. Wodehouse. Dentro de la literatura camp suele considerarse un enfoque totalmente centrado en la ficción romántica, presentado dentro de un contexto usualmente alegórico como en Pride and Prejudice (1813) de Jane Austen, Little Women (1868) y Little Men (1871) de Louisa May Alcott,, Gone with the Wind (1936) de Margaret Mitchell., Gigi (1944) de Colette, Auntie Mame (1955) de Patrick Dennis y Breakfast at Tiffany's (1958) de Truman Capote.
En la literatura contemporánea se encuentran distintos ejemplares identificados como literatura camp por incluir diferentes elementos que radican en la imposibilidad, el carácter erótico, el ambiente romántico y la exageración (incluyendo habitualmente elementos de la ciencia ficción y la ficción de horror). El argumento principal suele basarse en la imposibilidad natural, política o social de una pareja amorosa regularmente heterosexual, argumento que comparte diversos aspectos con el chick lit. Algunos títulos best-sellers del camp suelen combinar elementos de la ficción de horror con la novela rosa como en las novelas de Charlaine Harris, Stephenie Meyer y Sherrilyn Kenyon. Algunos títulos de literatura chick lit contemporánea considerados como camp son: Anita Blake: Vampire Hunter de Laurell K. Hamilton (1993), The Secret Dreamworld of a Shopaholic (2000) de Sophie Kinsella, The Southern Vampire Mysteries (2001) de Charlaine Harris, Twilight (2005) de Stephenie Meyer, Water for Elephants (2006) de Sara Gruen, The Choice (2007) de Nicholas Sparks y Rogue (2008) de Danielle Steel.
En otros enfoques literarios se identifica la exageración y carácter fantástico del cómic como un elemento de la literatura camp. Notablemente aquellas historietas en las que intervienen elementos eróticos como Vampirella de Forrest J. Ackerman y Barbarella de Jean-Claude Forest. Otros cómics del estilo camp incluyen la ficción de superhéroes, el dramedy (drama-comedia) y el enfoque homoerótico. Algunos cómics que son considerados como camp incluyen Batman (1939) de Bob Kane y Bill Finger, Wonder Woman (1941) de William Moulton Marston y diversos títulos de Archie Comics como Archie (1941), Katy Keene (1945), Josie & the Pussycats (1963) y Sabrina, the Teenage Witch (1962). En el enfoque historietístico del pulp (condensado entre la década de los 40 a la década de los 70) se concentraban elementos literarios comunes como la ficción de explotación, normalmente presentando a personas en situaciones eróticas en las que intervenían algunos elementos de la comedia o el drama intenso; por tal motivo, era habitual presentar historias de personajes femeninos en peligro, ciencia ficción erótica, Men's adventures y dramas sobre el amor homosexual prohibido u oculto. Era frecuente la insinuación erótica en historietas mediante la impresión de imágenes de personajes masculinos fornidos y personajes femeninos representados en arte pin-up. La literatura pulp gay y la literatura pulp lésbica florecen entre la década de los 60 y los 70, caracterizados por un enfoque altamente erótico y relacionado con personajes homosexuales. El título más reconocido de la literatura pulp camp es el pulp gay The Man from C.A.M.P. (1966).

### Música
La música camp suele registrar diversas características que radican en la ironía, normalmente incluye una composición lírica absurda o dedicada a la interpretación de las nociones populares que rodean a un contexto amoroso. La música camp comparte distintos elementos con los himnos gay, los cuales deben su popularidad por representar apología a la sexualidad LGBT, incluir mensajes motivacionales o ser interpretados por divas consideradas iconos gay. Otra característica frecuente en la música camp es que forma parte de obras teatrales de la comedia musical o de la banda sonora de alguna película considerada camp. Das lila Lied (1920) suele ser clasificada como el primer himno gay, relacionada con un contexto histórico en el teatro de variedades y los bares frecuentados por clientela LGBT durante la cultura closet anterior a los disturbios de Stonewall y el periodo del primer movimiento homosexual.
Con la premier de la película The Wizard of Oz (1939) se populariza la canción tema Over the Rainbow, interpretada por Judy Garland, como un estándar de la estética camp en la música. En el año de 1941 se publica la canción Boogie Woogie Bugle Boy, interpretada por The Andrews Sisters, la cual presenta una estética camp relacionada con el humor, plasmado a través de estribillos líricamente absurdos y un tempo alto. En la década de los 50 ocurre la introducción musical de Little Richard, considerado como ícono gay debido a su entonces dudosa sexualidad y a su carácter afeminado, con canciones líricamente absurdas propias de la época rockabilly como Tutti Frutti (1955) y Good Golly, Miss Molly (1958). Otros íconos camp de la década de los 50's incluyen: Brenda Lee, Wanda Jackson, Elvis Presley y Buddy Holly.[cita requerida]
En los años 60 y los primeros años de la década de los 70, la estética camp en la música se ve influenciada por la popularidad del bubblegum pop el pop rock y el ska, apreciado en canciones musicalmente sencillas y líricamente absurdas. Algunas canciones incluyen: My Boy Lollipop (1964) de Millie Small, Daydream Believer (1967) de The Monkees, Yummy Yummy Yummy (1968) de Ohio Express, Sugar, Sugar (1969) de The Archies y Take a Chance on Me (1978) de ABBA. Gran parte del consumo musical del bubblegum pop se ve influenciado por la estética de animación de Hanna-Barbera y sus técnicas de publicidad que creaban bandas ficticias para musicalizar programas infantiles como: The Archie Show (1968), The Banana Splits (1968), Josie and the Pussycats (1970), The Pebbles and Bamm-Bamm Show (1971) y Jabberjaw (1976). Algunas canciones pertenecientes a los años 1950 y 1960 que suelen ser relacionadas con la estética camp incluyen: Mr. Sandman (1954) de The Chordettes, Lollipop (1958) de The Chordettes, I Want to Be Wanted (1960) de Brenda Lee, At Last (1960) de Etta James, As Long as He Needs Me (1960) de Shirley Bassey, I Only Want to Be with You (1963) de Dusty Springfield, Be My Baby (1963) de The Ronettes, (You're the) Devil in Disguise (1963) de Elvis Presley, Wishin' and Hopin' (1964) de Dusty Springfield, Dancing in the Street (1964) de Martha & the Vandellas, These Boots Are Made for Walkin' de Nancy Sinatra, Tijuana Taxi (1965) de Herb Alpert and the Tijuana Brass, Sunshine, Lollipops, and Rainbows (1965) de Lesley Gore, You Don't Have to Say You Love Me (1966) de Dusty Springfield, I Say a Little Prayer (1967) de Dionne Warwick y You Can't Hurry Love (1968) de The Supremes.

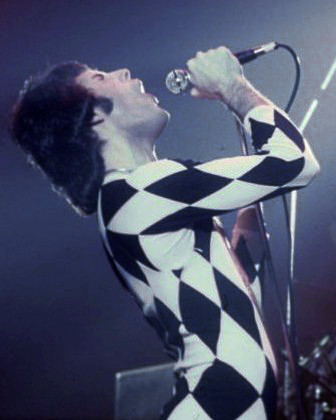
Freddie Mercury, icono camp, presentándose en New Haven (1977).

En los años 70 la estética camp cambia considerablemente debido a la revolución sexual sobre la liberación LGBT que rodeó las protestas en el Stonewall Inn en el año de 1969. Surge una inclinación de la industria musical sobre la música camp interpretada por divas consideradas como iconos gay, tales como: Liza Minnelli, Bette Midler, Dolly Parton y Donna Summer. La música relacionada con la estética camp en los años 70 se identificó con la música disco, el glam rock y el movimiento punk. Algunas canciones relacionadas con la estética camp y la industria musical pink (música enfocada al consumo homosexual) incluyen: (They Long to Be) Close to You (1970) de The Carpenters, Lady Marmalade (1974) de Labelle, Dancing Queen (1976) de ABBA, I Feel Love (1977) de Donna Summer, Y.M.C.A. (1978) de Village People, I Will Survive (1978) de Gloria Gaynor, Le Freak (1978) de Chic, I Love the Nightlife (1978) de Alicia Bridges, Macho Man (1978) de Village People, Hot Stuff (1979) de Donna Summer, Don't Stop Me Now (1979) de Queen, Boys Keep Swinging (1979) de David Bowie, We Are Family (1979) de Sister Sledge, I Was Made for Lovin' You (1979) de Kiss y Gimme! Gimme! Gimme! (A Man After Midnight) (1979) de ABBA.
La música con estética camp en la década de los 80 basa sus géneros musicales en el new wave, el glam rock y el synthpop. Algunas canciones relacionadas con la estética camp de los 80 incluyen: We Got the Beat (1980) de The Go-Go's, Physical (1981) de Olivia Newton-John, It's Raining Men (1982) de The Weather Girls, Do You Really Want to Hurt Me (1982) de Culture Club, Mickey (1982) de Toni Basil, I Wanna Rock (1982) de Twisted Sister, Girls Just Want to Have Fun (1983) de Cyndi Lauper, Total Eclipse of the Heart (1983) de Bonnie Tyler, Like a Virgin (1984) de Madonna, I Want to Break Free (1984) de Queen, Tarzan Boy (1985) de Baltimora, True Colors (1986) de Cyndi Lauper, Manic Monday (1986) de The Bangles y Every Rose Has Its Thorn (1988) de Poison. En la década de los 90 algunas canciones relacionadas con la estética camp incluyen: Vogue (1990) de Madonna, Spice Up Your Life (1997) de Spice Girls, Outside (1998) de George Michael, Believe (1998) de Cher, Ray of Light (1998) de Madonna, Man! I Feel Like a Woman! (1999) de Shania Twain y New York City Boy de Pet Shop Boys.[cita requerida]
En las últimas décadas del siglo XX se populariza el videoclip como un complemento publicitario de un sencillo, el cual presenta una trama que puede o no relacionarse con la intención de la canción. Algunas canciones poseen videoclips que podrían ser considerados como camp debido a la trama irónica y escenarios coloridos o afeminados que presentan en él, tales como Lollipop (2007) de Mika y Your Body (2012) de Christina Aguilera. Algunas canciones relacionadas con el camp en el siglo XXI incluyen: Lucky de Britney Spears, Can't Get You Out Of My Head (2001) de Kylie Minogue, Beautiful (2001) de Christina Aguilera, Single Ladies (Put a Ring on It) (2006) de Beyoncé, Candyman (2006) de Christina Aguilera, Grace Kelly (2007) de Mika, Fuck You (2010) de Cee Lo Green, Telephone (2010) de Lady Gaga, Your Love Is My Drug (2010) de Kesha, Raise Your Glass (2010) de Pink, Last Friday Night (T.G.I.F.) (2011) de Katy Perry, Born This Way (2011) de Lady Gaga y Call Me Maybe (2011) de Carly Rae Jepsen. En la década de los años 2020 tenemos cantantes con un estilo camp como Chapell Roan y Sabrina Carpenter.
La música camp y los himnos gay suelen acompañar la musicalización de obras del teatro musical y diversos títulos fílmicos. Algunas canciones camp relacionadas con el teatro musical o películas incluyen: The Man That Got Away (1953) interpretada por Judy Garland en la película A Star is Born, Somewhere (1957) del musical West Side Story, Time Warp (1975) del musical The Rocky Horror Show, Summer Nights (1978) interpretada por John Travolta y Olivia Newton-John para la película Grease, Fame (1980) interpretada por Irene Cara para la película Fame, And I Am Telling You I'm Not Going (1982) del musical Dreamgirls; I Am What I Am (1983) del musical La Cage aux Folles y Defying Gravity (2003) del musical Wicked.[cita requerida]

### Teatro
Susan Sontag consideraba al ballet El lago de los cisnes (1877) de Chaikovski como un ejemplo del teatro camp, por su sofisticación estética y su popularidad entre la población gay de la cultura closet. Un ejemplo de opera con elementos camp encontraríamos en la obra La flauta mágica, ya que se considera al personaje de La Reina de la Noche como un arquetipo de lo que se conocería en el futuro como una drag queen. El teatro camp suele relacionarse popularmente con diversas formas del teatro musical, en la que destaca principalmente el enfoque hacia la comedia musical y la revista, además de ser una expresión popular de la homosexualidad que frecuentemente incluye temas relacionados con el LGBT dentro de la trama de sus argumentos. Usualmente se recurre a la satirización de los roles de género con la interpretación del drag, forma de teatro que se utilizaba desde el siglo XIX en el teatro de variedades, el travesty y la pantomima británica.
Noël Coward es considerado como un director camp debido a sus montajes de obras cortas enfocadas a la comedia, producciones altamente populares como: Hay Fever (1925), Private Lives (1930), Design for Living (1933), Present Laughter (1939) y Blithe Spirit (1941). La comedia musical producida por Cole Porter es considerada como la clave estética del camp en el teatro, estilo apreciado en producciones musicales de extravaganza como Fifty Million Frenchmen (1929), Anything Goes (1934), DuBarry Was a Lady (1939) y Can-Can (1953).
A partir de la década de los 50 comienzan a aparecer producciones teatrales basadas en la comedia musical, la pantomima británica y el revue, los cuales se caracterizaron por un enfoque humorístico que empleaba variedad de canciones para sustituir los diálogos de los personajes, personajes sencillos envueltos en situaciones irónicas que frecuentemente involucraban diversos contextos relacionados con la atracción sexual y el amor. Dichas producciones eran ambientadas en escenarios completamente vistosos, de manera similar al género de revista. Algunos títulos de producciones teatrales camp incluyen: West Side Story (1957), The Sound of Music (1959), Guys and Dolls (1964), Hello, Dolly! (1964), Grease (1972), Dreamgirls (1981), Mamma Mia! (1999), Wicked (2003), Mary Poppins (2004) y Little Women (2005).[cita requerida]
El tearo camp se enfoca principalmente a la representación de la ironía y el humor negro a través de la comedia musical, frecuentmente tomando diversos aspectos humorísticos como el drag y el slapstick como Women Behind Bars (1995) y Oh! Mary (2024). El teatro camp homosexual obtiene gran popularidad a partir de la década de los 60 con títulos innovadores que contenían breves referencias a la revolución sexual y la expresión de la sexualidad queer. En la década de los 60 aparecen producciones teatrales campy enfocadas al humor negro como The Madness of Lady Bright (1964) y Hair (1967).
Debido a la influencia de la revolución sexual en la década de los 60, en los años 1970 los musicales comienzan a tomar elementos sociales en sus argumentos que hacían referencia a diversas reformas de la revolución sexual como la sexualidad libre, el amor libre, la homosexualidad, el transgénero y la anticoncepción, resultando en producciones teatrales normalmente explícitas, ofensivas o enfocadas al humor negro como: Cabaret (1966),  Jesus Christ Superstar (1971), The Rocky Horror Show (1973), Let My People Come (1974), Boy Meets Boy (1975), Joseph McCarthy Is Alive and Living in Dade County (1977) e In Trousers (1979). En la década de los 80 aparecen musicales camp como: Dance a Little Closer (1983), La Cage aux Folles (1983), Ten Percent Revue (1985) y The Wizard of A.I.D.S. (1987). En la década de los 90 aparecen musicales camp como: Falsettoland (1990), Ruthless! (1992), El beso de la mujer araña (1992), Get Used To It! (1992), Whoop-Dee-Do! (1993), Most Men Are (1995), Only Heaven Knows (1995), AIDS, the Musical! (1995), The Harvey Milk Show (1996), Naked Boys Singing (1998), The Boy from Oz (1998) y Hedwig and the Angry Inch (1998). En los años 2000 aparecen producciones teatrales camp como: Bed, Boys & Beyond (2000), Out On Broadway (2000), The Producers (2001), Jesus Has Two Mommies (2001), Closer To Heaven (2001), Haispray (2002), The Sissy Show (2003), Zanna Don't (2003), Rudolph the Red Hosed Reindeer (2003), Fleet Week: The Musical (2005), Over the Rainbows (2007), Priscilla, Queen of the Desert, The Musical (2007), Mom, I'm Gay (2008), Fancy Boys Follies (2008), My Mother's Lesbian Jewish Wiccan Wedding (2009) y Mentiras: El musical (2009).En los años 2010 aparecen producciones teatrales camp como: Titanique (2017) y Je suis narcissiste (2019)

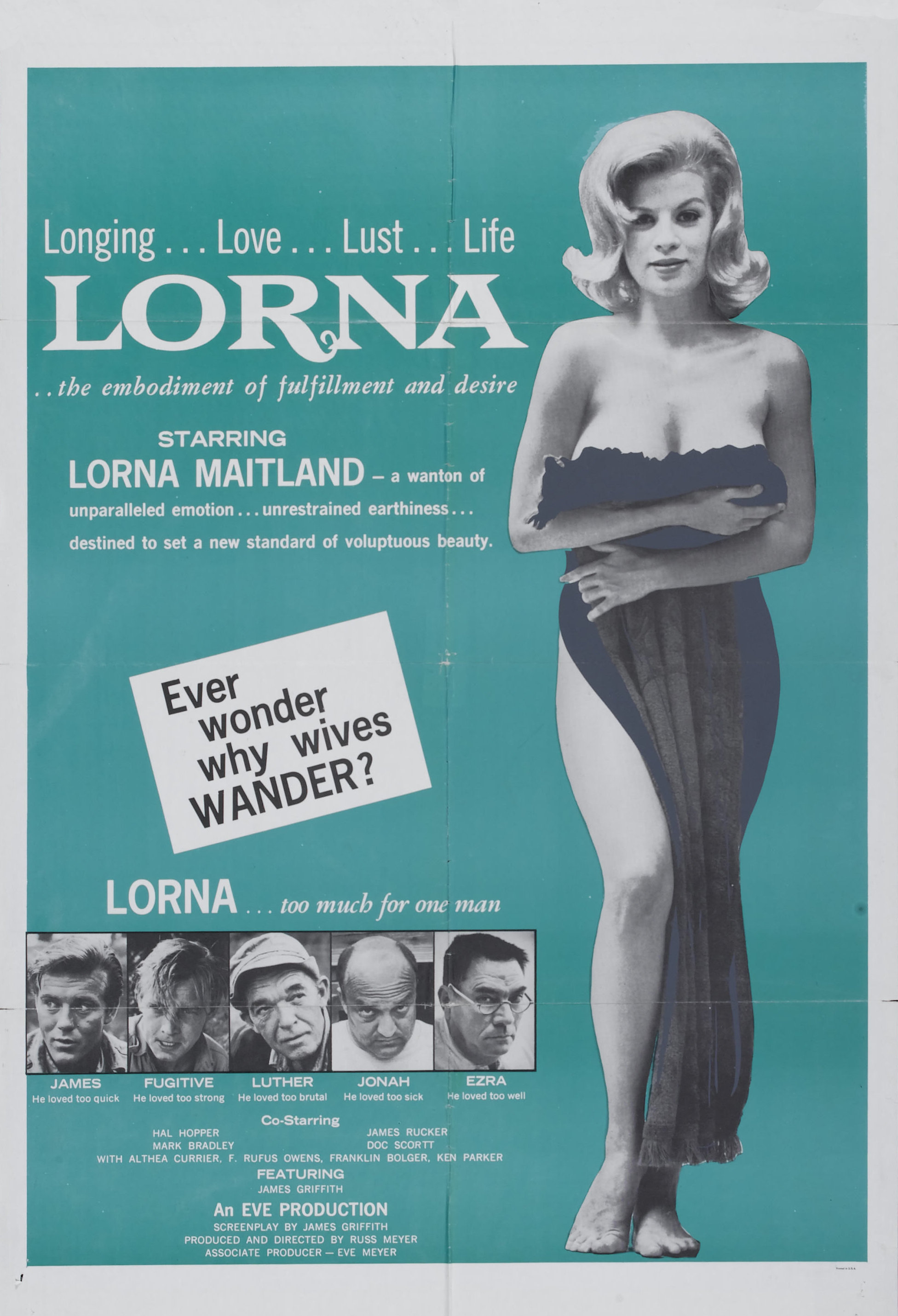
Promocional de Lorna, dirigida por Russ Meyer (1964)

### Cine
En el cine, suelen identificarse distintos elementos que hacen referencia al argumento absurdo contenido en el filme; normalmente con un enfoque alegórico y en algunas ocasiones acompañado de elementos del cine de explotación. Radicando en la estética de la dignificación de lo socialmente inaceptable, la presencia de un ambiente excéntrico, la estética flamboyant, y en algunas ocasiones, la explotación del sexo y el erotismo en el cine. El cine camp suele ser relacionado con el cine de culto, el cine alternativo, el sexploitation y el cine romántico. Algunos directores famosos del camp son: Andy Warhol, George Kuchar, Mike Kuchar, Russ Meyer, John Huston, Armando Bó, Juan Orol, Ed Wood, Rainer Werner Fassbinder, John Waters, Pedro Almodovar y Anna Biller. Las características principales del cine camp recaen en una intención cómica de carácter crudo (humor negro) como en los filmes Pink Flamingos (1972), The Rocky Horror Picture Show (1975) y Austin Powers: International Man of Mystery (1997); la utilización del drag como en Victor Victoria (1982) y The Adventures of Priscilla, Queen of the Desert (1994);  un ambiente alegórico o excéntrico como en Mary Poppins (1964) y Hairspray (2007); una temática dramática o romántica en la que intervienen elementos lascivos como en Welcome to the Dollhouse (1995); una producción Z como en Glen or Glenda (1953) y Plan 9 from Outer Space (1956); o una comicidad sin la intención de serlo como en Showgirls (1995) y Burlesque (2010). El cine camp es frecuentemente obsceno, basando enteramente su argumento en situaciones irónicas en las que intervienen diversos elementos socialmente inaceptados relacionados con la ficción de explotación, algunas de estas películas son clasificadas dentro de la Clase B, por ser películas de bajo presupuesto protagonizadas por actores que no gozan de fama.
En el cine se desarrolló una identidad cultural que prosperó en el cine de los años 1940 a los años 1950 en el que se desarrolla un tipo de camp alegórico que plasmaba sus características en los inicios del chick flick, caracterizado principalmente por la protagonización de una actriz reconocda que registraba distintos estereotipos sociales dentro de las características del personaje. Algunas actrices, íconos del camp fueron: Mae West, Clara Bow, Grace Kelly, Judy Garland, Marlene Dietrich, Greta Garbo, Lucille Ball, Carmen Miranda, Marilyn Monroe, Elizabeth Taylor, Rosalind Russell, Joan Crawford, Eartha Kitt, Julie Andrews, Liza Minelli y Barbra Streisand.  Tales celebridades fueron determinantes en la construcción de la conciencia feminista al exagerar ciertos estereotipos asociados a la feminidad como la fragilidad, la dependencia del amor y la compañía masculina, la vanidad y la excesiva expresión de las emociones. Algunos elementos que desarrolló esta corriente cinematográfica del auge en la producción fílmica de Hollywood fue una identidad femenina en la que se sugería la autodeterminación y las capacidades de la mujer. Algunos títulos del chick flick del estilo camp que basan su argumento en la ironía y la exageración y que son protagonizados por un personaje femenino son: Gentlemen Prefer Blondes (1953), Seven Brides for Seven Brothers (1954) Gigi (1958) y Some Like It Hot (1959).Sin embargo ha habido actores camp como Gene Wilder y Alan Cumming.

### Televisión
La temática camp se centra dentro del consumo televisivo en la comicidad y la extrema ficción, normalmente identificado en clásicos de la televisión de la década de los 50 a los 80 que presentaban comedia basada en argumentos completamente irreales (Ejemplo: Una familia que convive pacíficamente u hospeda a una criatura mitológica como en ALF y Harry and the Hendersons). Algunos títulos reconocidos considerados como camp actualmente, que no lo eran en la época de su premiere son: I Love Lucy, The Beverly Hillbillies, The Munsters, The Addams Family, Gilligan's Island, Bewitched, I Dream of Jeannie, Lost in Space, Batman, The Brady Bunch, Queenie's Castle, Charlie's Angels, CHiPs, Fantasy Island, Dinasty, Punky Brewster, ALF, Gorgeous Ladies of Wrestling, The Golden Girls, Absolutely Fabulous, The Nanny, High Society, Gimme Gimme Gimme, Xena: Warrior Princess y Scream Queens. En el mundo hispanoparlante tenemos a series como María la del barrio, Paquita Salas y La Casa de las Flores. Algunos programas televisivos se consideran camp por contener distintos elementos relacionados con la exageración, la ridiculez, la ostentosidad y el afeminamiento en sus personajes, todo con un carácter intencionalmente cómico o intencionalmente serio (en el caso de una producción absurda que pretendiendo ser seria, terminó siendo ridícula por la presencia de efectos especiales y argumentos de poca producción, repetitivos o poco ingeniosos); algunos títulos incluyen: He-Man and the Masters of the Universe, Captain N: The Game Master, Care Bears, Teletubbies, Shirt Tales, Rainbow Brite, Pokémon, The Pirates of Dark Water y Drawn Together. Otras producciones televisivas (normalmente consideradas como íconos gay) suelen contener distintos elementos del camp en los que predomina el juicio de la audiencia sobre un personaje y la expresión de su sexualidad, que debido a su destino infantil, normalmente permanece incógnita. Algunos personajes camp de producciones televisivas de animación son: Bugs Bunny, Tweety, Snagglepuss, Jabberjaw y Spongebob Squarepants. En la producción televisiva contemporánea, la estética camp aparece en programación de argumentos absurdos, normalmente enfocados a la comedia-drama o dramedy; algunos títulos incluyen: Glee, Ugly Betty y True Blood.
El cine enfocado al público homosexual florece en la década de los 90 con características repetitivas en las que existe una persona de orientación sexual homosexual envuelta en dilemas amorosos, normalmente resaltando distintos estereotipos asocidos con la identidad de la cultura gay como el afeminamiento. La televisión gay representó un cambio cultural y la introducción abierta de la cultura homosexual en la televisión, avanzando de los intentos políticos del camp. Algunas series son: Will & Grace y Queer as Folk.

### Otros medios
En el campo del videoarte se pueden encontrar los trabajos audiovisuales de Charles Atlas  y Tom Rubnitz, que en sus producciones colaboraban con club kids y drag queens. En la dirección de arte y medios visuales destacan artistas como Yuni Yoshida. En los medios cibernéticos existe una expresión camp presente en distintos memes y videos virales, en los que sobresale un carácter afeminado, trama absurda, escenas abigarradas y producción pobre. Algunos íconos camp en la red son Charlie the Unicorn y Nyan Cat. Otros ejemplos incluyen la industria juguetera en relación con el camp, asimilado en productos como la línea de juguetes Barbie.

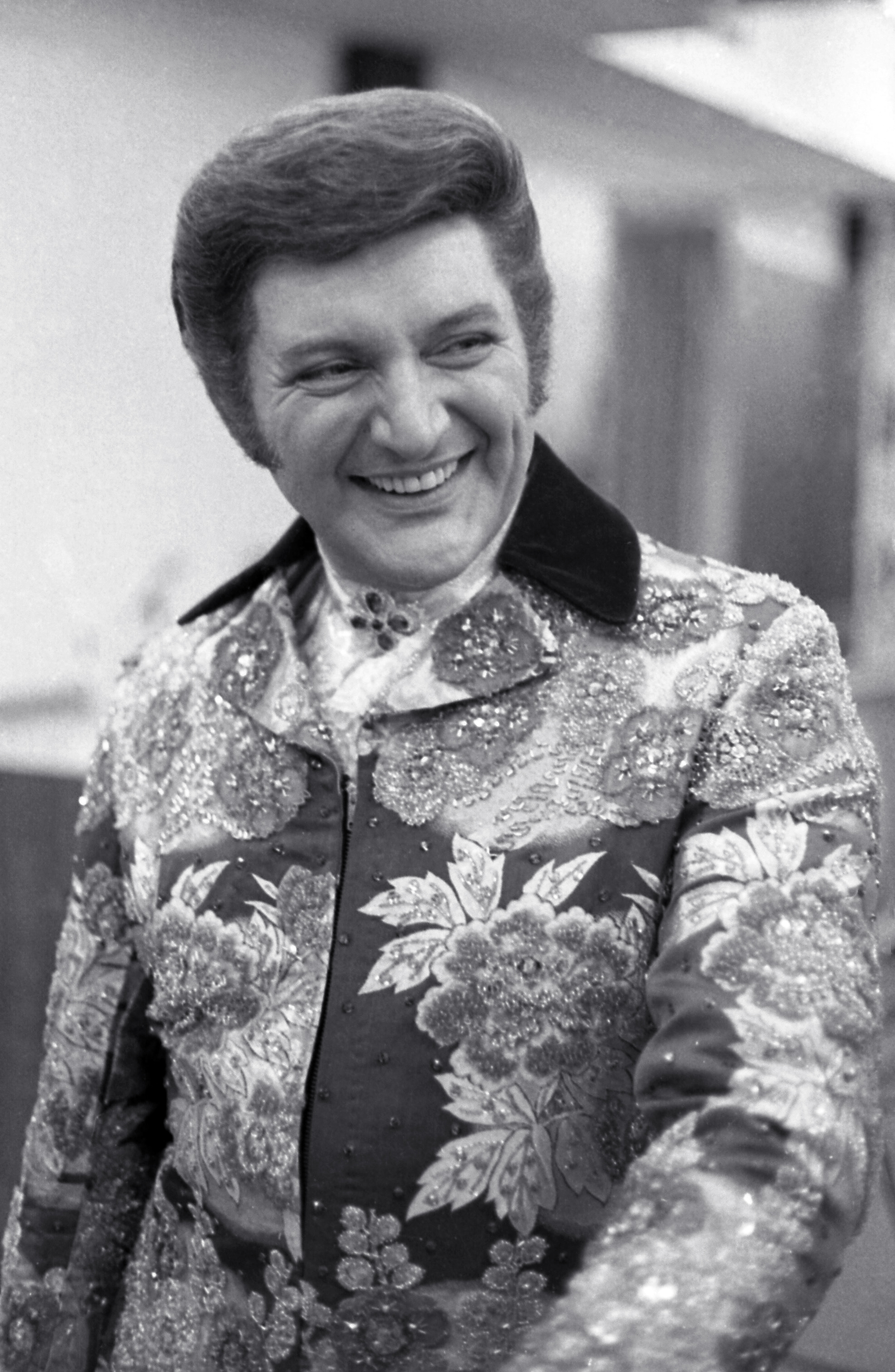
Liberace en 1968.

#### Moda
En el camp relacionado con la moda o campy fashion, se centra en la indumentaria exagerada, lujosa, abigarrada o que se basa en estilos de moda pertenecientes a épocas anteriores. La indumentaria camp puede involucrarse en una indumentaria lujosa, apreciada principalmente en la moda glamour del periodo dorado en la producción fílmica de Hollywood durante la década de los 50 y 60; ahí se incluyen estilos distintivos como los de James Dean, Jackie Kennedy, Marlon Brando y Audrey Hepburn. El estilo rockabilly es considerado como camp por ser un tipo de moda de la posguerra que explota elementos del erotismo, basándose en estéticas de la década como el arte pin-up y el estilo biker.
En la década de los 60 surge un movimiento cultural denominado Peacock Revolution, el cual era una revolución social destinada a acabar con los esquemas tradicionales de la moda masculina de décadas anteriores, incluyendo nuevos elementos del surrealismo y la estética flamboyant; es decir, fue un movimiento que feminizaba la moda masculina (Ejemplo: camisas con patrones florales o motivos de cachemira).  Aparecen símbolos afeminados de la moda como Dusty Springfield, popularizando el beehive, los vestidos de satén y los vestidos de aplicación de lentejuelas. En la misma década comienza a surgir una relación entre la moda y el surrealismo, lo que deriva en moda excéntrica e irónica de apariencia retrofuturista en la que se incluían formas geométricas y textiles metálicos (Ejemplo: la indumentaria de los personajes en The Jetsons).
En la moda de los años 70, la moda camp se estableció principalmente en la expresión musical del glam, identificándose con una moda tipo drag que pretendía transexualizar la imagen de su portador. Algunos ejemplos incluyen cantantes de rock como David Bowie. En la misma década comienzan a aparecer corrientes alternativas de la moda como la moda punk, identificada como una moda contra cultural basada en la insinuación sexual de la subcultura de la piel. En la década de los setenta se populariza la moda disco, identificada por una carga de colores contrastantes, textiles brillantes y moda flamboyant, incluéndose indumentaria como bell-bottoms y zapatos de plataforma en moda para ambos géneros. Este estilo es principalmente identificado en exponentes de la música disco como los miembros del grupo ABBA.

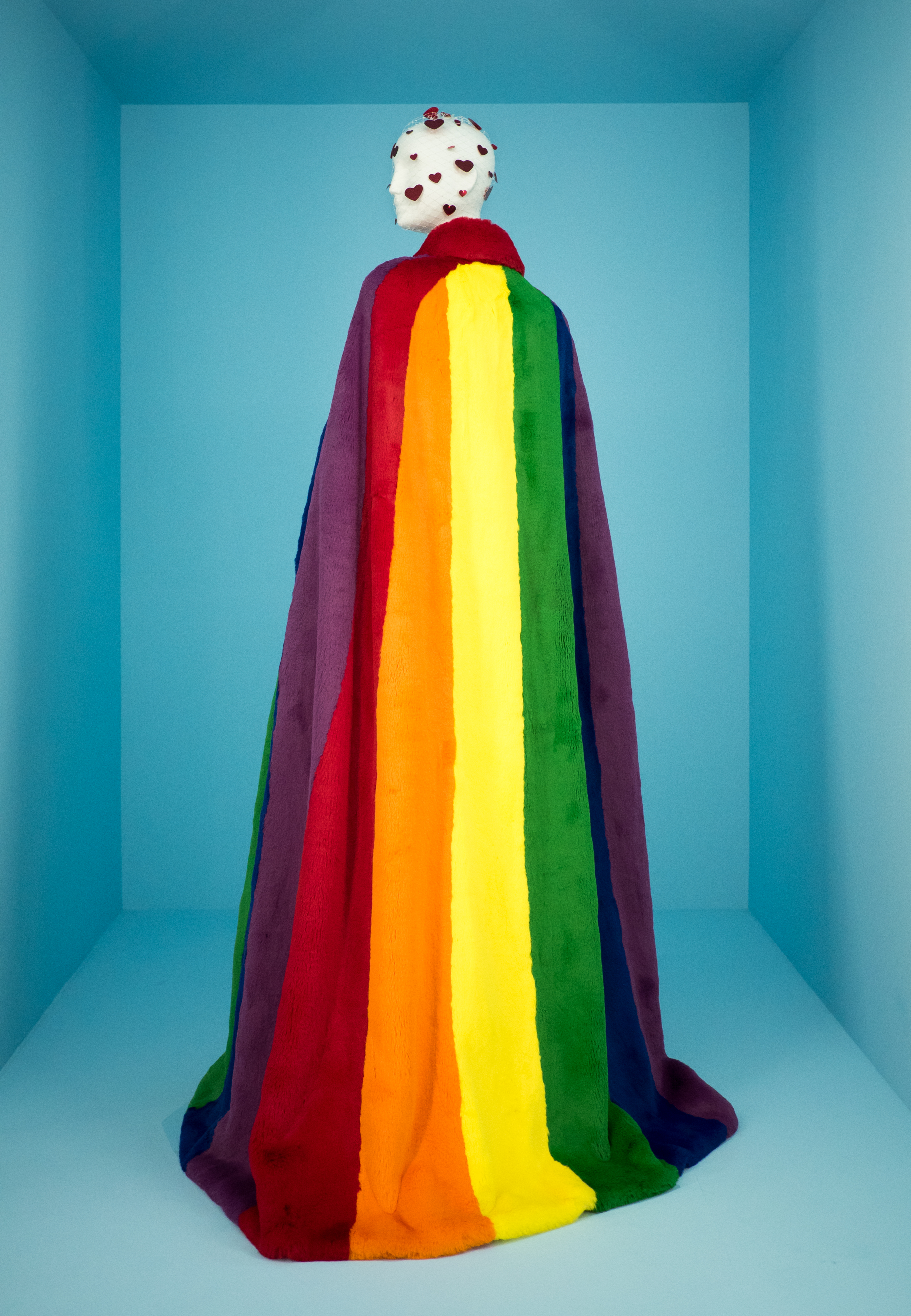
Capa del arco iris por Christopher Bailey (colección otoño invierno 2018 - 2019 de Burberry). "Camp: Notes on Fashion exhibit at the Met", Nueva York

En la moda de la década de los 80 el camp se establece como moda enfocada a corriente musical electro, identificándose como un neo-retrofuturismo. Se incluyen textiles neón, se populariza la utilización de zapatos deportivos de bota y aparece indumentaria de formas irónicas y colores sólidos neón (Ejemplo: Shutter Shades y los calentadores). Resurge la moda biker (Ejemplo: Tom Cruise en Top Gun) y se establece una nueva estética de pin-up. Aparecen íconos de la moda como Samantha Fox y Olivia Newton John. En la década de los 90, aparece la moda grunge, considerada como camp.
En el siglo XXI, la moda camp se identifica en la combinación abigarrada de colores sólidos y la moda de influencia retro (Ejemplo: la moda hipster).
Han existido diseñadores de moda que han trabajado en el cine o televisión logrando icónicos y llamativos vestuarios. Algunos de ellos son Orry-Kelly, Bob Mackie y Vikki Barrett.

#### Artes plásticas
En las artes plásticas se encuentran distintas corrientes modernistas y románticas, caracterizadas por una paleta de color contrastante, el erotismo, la sensualidad, la excentricidad, etc. Algunas corrientes que se clasifican como camp incluyen el rococó, el arte pop, el barroco, el art nouveau, el art deco y el surrealismo. Debido a que el camp es parte del kitsch, se basa en corrientes artísticas de gran valor.